# Robert Adam

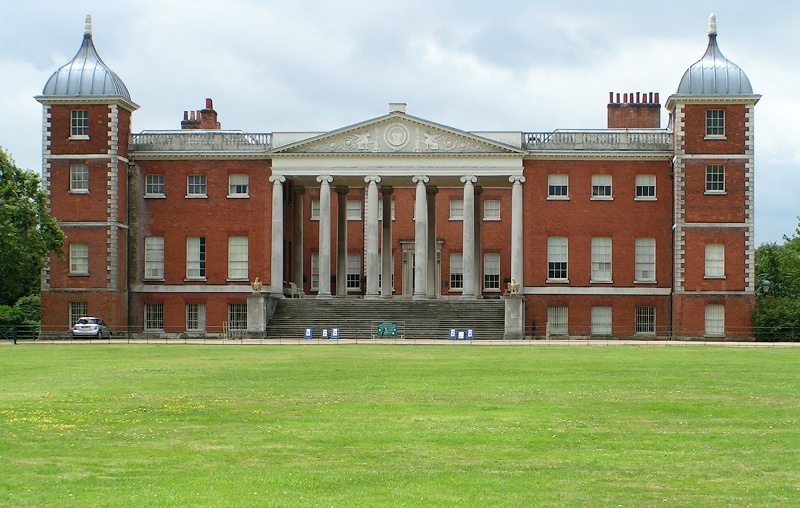
Rezydencja Osterley Park w Londynie

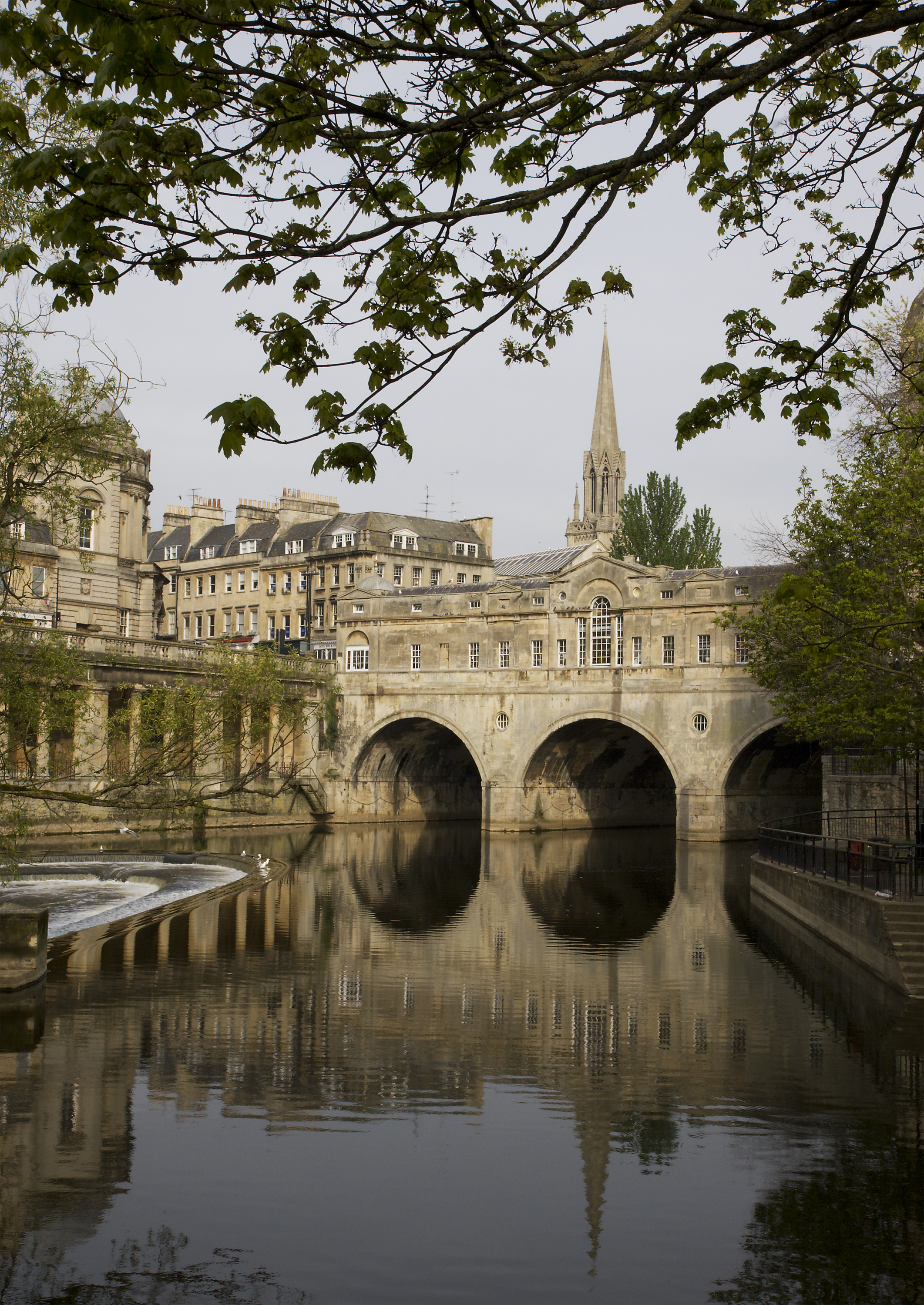
Most Pulteney Bridge w Bath

Robert Adam (ur. 3 lipca 1728 w Kirkcaldy, zm. 3 marca 1792 w Londynie) – szkocki architekt i dekorator wnętrz, jeden z najwybitniejszych artystów klasycyzmu. Syn architekta Williama Adama. Wraz ze swymi braćmi Jamesem i Johnem wprowadził styl Adamów w architekturze brytyjskiej XVIII w.

## Życiorys
Bracia Adamowie wraz z architektem francuskim C. Clérisseau odbyli w latach 1754–1758 podróż do Włoch, gdzie oglądali ruiny Pompei i pałacu Dioklecjana. Owocem tej podróży było dzieło The Ruins of the Palace of the Emperor Diocletian at Spalato in Dalmacia opublikowane w 1764 r. Projekty braci Adamów (zwanych Adelphi) charakteryzowały się lekką i dekoracyjną formą, wysmukleniem i jednocześnie monumentalizacją budowli, która kontrastowała z preferowanym w ówczesnym budownictwie angielskim – stylem palladiańskim. Charakterystyczne są stiukowe medaliony, kasetonowe plafony, kominki zwieńczone wprawionymi w ścianę lustrami, mahoniowe boazerie i odrzwia. Styl ten wywarł duży wpływ na rozwój kompozycji i wyposażenia wnętrz drugiej połowy XVIII w., znajdując, między innymi, odzwierciedlenie w stylu Ludwika XVI.
W 1762 Robert został architektem królewskim. Zwany był również "królem markieterii". Zrealizował m.in. rezydencje wiejskie w Kenwood (1768–1769) i budynki uniwersyteckie w Edynburgu (1781–1791).

## Główne dzieła
- Londyn – zabudowa Fitzroy Square, Stratford Place, Portland Place (m.in. budynek Ambasady RP w Londynie), Adelphi Terrace, Osterley Park (1768–1772)
- Edynburg – budynki uniwersyteckie (1781–1791)
- Bath – Most Pulteney (1773)
- zamek Wedderburn (1771–1775)